# Ugo di Milano
Ugo di Milano (... – 1035 circa) fu conte palatino di Genova e marchese di Milano della casata degli Obertenghi.

## Biografia

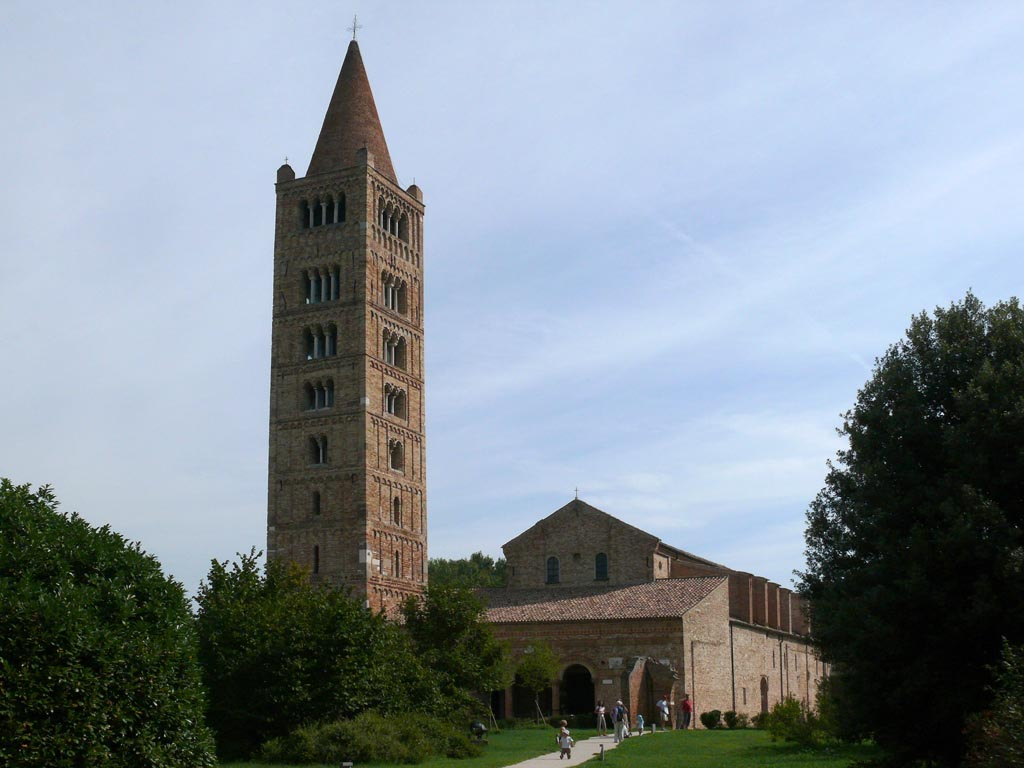
Abbazia di Pomposa

Figlio di Oberto II e di Railenda, fu prigioniero nel 1014 dell'imperatore Enrico II assieme al padre e ai fratelli e in seguito riabilitato.
Nel 1021 fu marchese e conte di Milano e partecipò nel 1022 con l'imperatore alla campagna contro i bizantini in Puglia. Alla morte di Enrico II nel 1024 si trovava in Francia ad offrire al re Roberto II la corona di re d'Italia, ma rinunciò. In un documento del 1033 viene citato anche come conte di Tortona.
Assieme al fratello Alberto Azzo fece importanti donazioni alla diocesi di Cremona. Nel 1029 acquistò grandi proprietà terriere nei territori di Pavia, Piacenza, Cremona e Parma, che gli furono confermate con bolla imperiale del 1077. Ugo viene ricordato in un diploma imperiale del 1045, nel quale ci fa cenno di grandi donazioni fatte all'abbazia di Pomposa: da qui ebbe forse origine la protezione che esercitarono gli Estensi sull'abbazia. Incerta è la data di morte che si aggira attorno al 1035.

## Discendenza
Ugo sposò Gisla (Gisela) che, assieme al marito, fece donazioni al vescovo di Pavia e la rocca di Montalino. Furono senza discendenza.

## Ascendenza
|               |                |                   | Genitori             |  |  | Nonni    |  |  | Bisnonni      |  |
|               |                |                   |                      |  |  | Oberto I |  |  | Adalberto III |  |
|               |                |                   |                      |  |  | Oberto I |  |  | Adalberto III |  |
|               |                | …                 |                      |  |  | Oberto I |  |  |               |  |
| Oberto II     |                |                   |                      |  |  | Oberto I |  |  |               |  |
|               |                | Guilla di Spoleto | Bonifazio di Spoleto |  |  |          |  |  |               |  |
|               |                | Guilla di Spoleto | Bonifazio di Spoleto |  |  |          |  |  |               |  |
|               |                | Guilla di Spoleto | …                    |  |  |          |  |  |               |  |
| Ugo di Milano |                | Guilla di Spoleto |                      |  |  |          |  |  |               |  |
|               | Conte Riprando | …                 |                      |  |  |          |  |  |               |  |
|               | Conte Riprando | …                 |                      |  |  |          |  |  |               |  |
|               | Conte Riprando | …                 |                      |  |  |          |  |  |               |  |
| Railenda      | Conte Riprando |                   |                      |  |  |          |  |  |               |  |
|               |                | …                 | …                    |  |  |          |  |  |               |  |
|               |                | …                 | …                    |  |  |          |  |  |               |  |
|               |                | …                 | …                    |  |  |          |  |  |               |  |
|               |                | …                 |                      |  |  |          |  |  |               |  |